# Amanda Nguyen
Amanda Nguyēn (Corona, 10 oktober 1991) is een Amerikaans-Vietnamees burgerrechtenactivist, ondernemer en astronaut. Ze werd bekend doordat ze een wet aandroeg, die de rechten van overlevenden van seksueel geweld zou beschermen. Op 25 maart 2024 maakte Space for Humanity bekend Nguyēn te sponsoren voor hun astronautenprogramma. Op 14 april 2025 werd ze hierdoor de eerste vrouw van Vietnamese komaf die een ruimtevlucht maakte.
Als erkenning voor haar werk werd Nguyen genomineerd voor de Nobelprijs voor de Vrede van 2019 en werd ze door Amerikaans tijdschrift Time uitgeroepen tot een van de vrouwen van het jaar 2022.

## Achtergrond
Nguyen werd geboren in het zuiden van de staat Californië. Ze is de dochter van Vietnamese vluchtelingen. Ze liep stage bij NASA, werkte bij het Center for Astrophysics en behaalde in 2013 haar Bachelor of Arts van Harvard University. Haar droom was om astronaut te worden. Ze werkte in het Witte Huis als plaatsvervangend contactpersoon voor het Amerikaanse ministerie van Buitenlandse Zaken. In 2014 richtte ze Rise op en in 2016 stopte ze bij het ministerie om zich fulltime voor haar organisatie in te zetten. Daarnaast startte ze in augustus 2021 als onderzoeker in de 'bio-astronautiek' voor het International Institute for Astronautical Sciences. Ze woont in Washington, DC.

## Activisme
In 2013 werd Nguyen verkracht terwijl ze studeerde aan Harvard in Massachusetts. Nguyen koos ervoor om niet direct aangifte te doen, omdat ze dacht niet de over de nodige tijd en middelen te beschikken om een mogelijk jarenlang juridisch proces aan te gaan. Nadat politieagenten haar hadden geïnformeerd dat er in Massachusetts een verjaringstermijn van vijftien jaar gold voor verkrachting, besloot ze dat ze op een later tijdstip aangifte zou doen als ze er klaar voor was. Ze liet artsen met een zogenaamde rape kit sporenonderzoek doen in het ziekenhuis en ontdekte dat, als ze het misdrijf niet bij de politie zou melden, de sporen na zes maanden zou worden vernietigd als er geen verlengingsverzoek werd ingediend. Ze kreeg ook geen officiële instructies over hoe ze een verlenging moest aanvragen. Nguyen vond dit een kwalijke zaak, ook omdat het verzoek om verlenging een onnodige herinnering aan een traumatiserende ervaring zou zijn. Ook ontmoette ze andere overlevenden met soortgelijke verhalen en concludeerde dat de huidige wettelijke bescherming onvoldoende was.

### Rise
In november 2014 richtte Nguyen Rise op, een non-profitorganisatie die als doel heeft de burgerrechten van overlevenden van seksueel geweld en verkrachting te beschermen. Nguyen bedacht de naam Rise om "ons eraan te herinneren dat een kleine groep bedachtzame, toegewijde burgers kan 'opstaan' en de wereld kan veranderen". Het doel van Nguyen is dat Rise een Bill of Rights voor seksuele mishandelingen goedkeurt in alle vijftig Amerikaanse staten en op nationaal niveau. Ze is ook naar Japan gereisd, waar een soortgelijk wetsvoorstel werd gepresenteerd.

### Sexual Assault Survivors' Rights Act
In juli 2015 had Nguyen een ontmoeting met New Hampshire-senator Jeanne Shaheen om wetgeving te bespreken die de rechten van overlevenden op federaal niveau zou beschermen. Wetgeving die Nguyen had helpen opstellen, werd in februari 2016 door Shaheen aan het Congres voorgesteld. Nguyen werkte samen met Change.org en comedywebsite Funny or Die om aandacht op de wetgeving te vestigen en kiezers aan te moedigen deze te steunen. Nguyen lanceerde een Change.org-petitie waarin het Congres werd opgeroepen de wetgeving goed te keuren. In totaal werden 129.023 handtekeningen opgehaald.
Het wetsvoorstel werd in mei door de Senaat en in september door het Huis van Afgevaardigden aangenomen. Het werd unaniem aangenomen in beide kamers van het Congres en werd in oktober 2016 door president Barack Obama tot wet ondertekend. De nieuwe wet beschermt onder meer het recht om het bewijsmateriaal van een verkrachtingspakket kosteloos te laten bewaren gedurende de verjaringstermijn. 
Op 12 oktober 2017 keurde de gouverneur van Californië, Jerry Brown, een wetsvoorstel goed genaamd Sexual assault victims: rights. Deze wet beoogt de rechten van slachtoffers van seksueel geweld in de staat Californië te beschermen, doordat dna-sporen langer bewaard mogen worden en slachtoffers beter geïnformeerd worden over hun rechten.

### We the Future
In 2018 creëerde Shepard Fairey een portret van Nguyen voor de We the Future-campagne van Amplifier, een reeks kunstwerken in opdracht die naar 20.000 middelbare scholen in de Verenigde Staten werden gestuurd om les te geven over zogenaamde grassroots: een vorm van activisme waarbij initiatieven om politieke verandering teweeg te brengen door burgers worden genomen, in plaats van door beleidsmakers.

### Eerst Vietnamese in de ruimte
Op 14 april 2025 werd Nguyen de eerste vrouw van Vietnamese afkomst in de ruimte, als onderdeel van een zes-koppige, volledig vrouwelijke bemanning die drie minuten in de ruimte doorbracht. De vlucht vertrok om 9:30 uur EDT. Nguyens zorgvuldig gekozen "zero-G-indicator" was een briefje dat ze jaren geleden aan zichzelf had geschreven, waarin ze beloofde dat als ze haar droom om astronaut te worden opzij moest zetten om voor burgerrechten te strijden, ze "op een dag zou terugkeren naar die droom".
Nguyen, die ook bioastronautisch onderzoeker is, nam een aantal onderzoeksprojecten mee om tijdens de vlucht uit te voeren. Eén van die experimenten betrof het testen van materialen voor wondverbanden in microzwaartekracht. Nguyen verklaarde dat de resultaten van dit experiment toepassingen kunnen hebben voor de gezondheid van vrouwen in de ruimte, waar betere absorptietechnologie onder microzwaartekracht het mogelijk zou maken om ruimtevriendelijke maandverbanden of tampons te ontwikkelen voor vrouwelijke astronauten die menstrueren. Dit is bijzonder relevant, aangezien Nguyens missie met Blue Origin de eerste ruimtevlucht in 60 jaar was zonder mannen aan boord.
"Historisch gezien heeft NASA vrouwen uitgesloten van het astronautenprogramma, en een van de meest aangehaalde redenen was menstruatie," vertelde Nguyen aan The Guardian. "Daarom doe ik dit."
Nguyen testte ook enkele materialen voor de volgende generatie ruimtepakken en een draagbare echografiepatch, beide ontwikkeld door onderzoekers van MIT, waar zij ooit een Media Lab Director's Fellow was.
169 lotuszaadjes, meegebracht door Nguyen en geleverd door het Vietnamese Nationale Ruimtecentrum, zullen later worden gebruikt om de effecten van ruimteomstandigheden op plantengroei te bestuderen.

## Erkenning en onderscheidingen
- 2016 - Young Women's Honors Award, Marie Claire [28]
- 2016 - Top 100 Global Thinkers, Foreign Policy
- 2017 - Eregast en spreker bij de Women's March 2017
- 2017 - Forbes 30 Under 30, Forbes [29]
- 2017 - 40 Women to Watch, The Tempest
- 2018 - the Frederick Douglass 200 List [30]
- 2019 - Nelson Mandela Changemaker Award [31]
- 2019 - 24th Annual Heinz Awards in Public Policy [32]
- 2019 - Vanity Fair Global Goals, Vanity Fair [33]
- 2019 - Time 100 Next, Time [34]
- 2021 - BBC's 100 women, BBC [35]
- 2022 - Time Women of the Year, Time [5]